# Fútbol fantasy
Fútbol fantasy es un juego en el cual los participantes forman un equipo de fútbol virtual basado en jugadores reales, que forman parte de equipos reales y que sobre la base de su actuación en los partidos de los diferentes campeonatos y ligas, obtienen una puntuación que establece su posición en un índice de audiencia. Por regla general, los futbolistas serán de la misma división de algún país particular, aunque existen distintas posibilidades de juego.
La idea de fútbol fantasy (en italiano Fantacalcio) fue concebida en 1990 por el italiano Riccardo Albini e introducida en Italia en el mismo año.
En estos momentos, gracias a Internet y a su expansión mundial, fútbol fantasy ha pasado de ser un entretenimiento futbolístico a un negocio a gran escala.
En España, el fútbol fantasy nació con la Liga Fantástica MARCA, creada por el Diario Marca en 1994. Gozó de gran popularidad en los 90, los aficionados hacían sus alineaciones y las enviaban por correo ordinario o fax a la redacción del periódico, que publicaba cada lunes el ranking con los aficionados mejor clasificados. En 2002, la inscripción a la Liga Fantástica MARCA se podía realizar vía internet y televisión interactiva de Vía Digital, pero para entonces su popularidad había caído respecto a unos años atrás. 
En 2007 apareció la versión española de Comunio, que ya llevaba varias temporadas a sus espaldas en la liga alemana y austríaca y supuso un auténtico boom, resultando en un resurgimiento de los juegos de fútbol fantasy online. Posteriormente llegaron otros sistemas como Futmondo, Biwenger o la renovada Liga Fantasy Marca, heredera de la Liga Fantástica MARCA original.

## Formar un equipo
La mayoría de los organizadores de campeonatos de fútbol fantasy (y en primer lugar, los periódicos nacionales) ofrecen a los participantes formar un equipo de 11 jugadores partiendo de un presupuesto inicial. Además, normalmente se establece una restricción en cuanto al número de futbolistas que puede haber de un mismo equipo (real) y la cantidad de jugadores de cada tipo. Así, una plantilla típica incluye 1 guardameta, 4 defensas, 3-4 centrocampistas y 2-3 delanteros. En algunos juegos de fútbol fantasy se permite la formación de equipos con más de 11 futbolistas, para contar con futbolistas de repuesto. Hoy en día, esta ampliación del número de jugadores hace que se parezca a la formación de equipos reales con jugadores titulares y jugadores de refuerzo, como por ejemplo, según el esquema 3-6-8-6 (3 porteros, 6 defensas, 8 centrocampistas, 6 delanteros).
En las ligas de fútbol fantasy en la que la cantidad de jugadores es pequeña, el equipo se formará de una manera distinta a la normal: los futbolistas serán objeto de negociaciones entre managers y, como en la vida real, solo podrán pertenecer a un equipo y jugar con éste. De esta manera, los puntos conseguidos por él, irán directamente al marcador de su único dueño.
La gran cantidad de posibilidades que ofrece el fútbol fantasy permite a los participantes realizar cambios en todo momento sobre los jugadores, en caso de posibles lesiones, descalificaciones o simplemente, en caso de indisponibilidad del jugador por su condición .

## Acumulación de puntos
La acumulación de puntos por parte de los futbolistas se realiza dependiendo de su éxito en los encuentros reales en los que forma parte. La cantidad de puntos que se juegan en cada encuentro varía según varios factores, aunque por regla general, depende de:
- Cuanto tiempo ha pasado el jugador en el campo (o cuantas partes, por ejemplo, 1 parte = 45 minutos)
- Si marcó o no marcó gol
- Si consiguió una tripleta (3 goles tras un único encuentro)
- Si dio un pase de gol
- Si el equipo fue infranqueable todo el partido (si no dejaron pasar ni un solo gol: sólo para porteros y defensas)
- Si el portero paró un penalti
- Si el jugador recibió una muy buena crítica en algún medio con renombre (en una escala de 0 a 10, más de 7)
- Si el futbolista se convirtió en el líder del partido

Además, hay actuaciones que pueden ser sancionadas con pérdida de puntos para los jugadores:
- Si el equipo no pudo contener un gol (sólo para porteros y defensas)
- Si el jugador fue amonestado con tarjeta amarilla o roja
- Si el jugador no marcó un penalti
- Si el jugador marcó un gol en propia puerta

La cantidad de puntos a acumular (o descontar) por un jugador también depende del nivel de la competición de fútbol fantasy.
Últimamente, debido a la evolución tan grande que ha habido en la recopilación, almacenamiento y manipulación de datos, ha aparecido la posibilidad de llevar un recuento universal o «rating» del buen hacer de los jugadores, que nos permite evaluarlos individualmente y como jugadores de un equipo. Este «rating» (condicionado por un factor de modificación, que es el nivel del campeonato del que su equipo forma parte), se convierte en un instrumento muy cómodo para la evaluación de las destrezas de los mánagers de los equipos virtuales que forman parte en los campeonatos de fútbol fantasy.
El número de puntos concedidos por cada logro o infracción varía de un partido a otro. Por ejemplo, en la liga Daily Telegraph, se conceden tres puntos por un pase eficaz y cinco por un gol. Debido al énfasis en las asistencias y los goles marcados, el valor de los jugadores puede ser muy diferente al del fútbol real, tanto en términos de personalidades como de posición. Por ejemplo, Claude Makelele, considerado uno de los mejores centrocampistas en la vida real, rara vez se consideraba un jugador valioso en el fútbol fantasía porque no era un jugador de ataque, como demuestran sus tres goles en liga en ocho años en el Real Madrid y el Chelsea, y ninguno en 71 partidos con la selección francesa.
Por esta razón, algunos juegos de fútbol fantasía han cambiado su sistema de puntuación, que ponía más énfasis en las acciones reales de los jugadores que en los goles y las asistencias. Por ejemplo, el juego KAISER utiliza puntuaciones de jugadores derivadas de análisis informáticos basados en docenas de criterios diferentes. Estas puntuaciones las proporciona el proveedor de datos OPTA.
El juego Oulala Fantasy Football utilizaba un complejo sistema de puntuación. Con 70 criterios de puntuación diferentes, que incluían una matriz de las acciones que podía realizar un jugador, el número de criterios de 70 aumentaba a 275 dependiendo de la posición de cada jugador en el campo. Las acciones detalladas incluían saques de esquina ganados, tiros a puerta o fuera de juego, regates acertados y provocación de fuera de juego, entre muchas otras. Estas estadísticas proceden de Opta Sports y se actualizan en tiempo real. Oulala dejó de existir en 2018.

## Comodines
En Fútbol fantasy se puede contar con una serie de comodines. Estos se pueden utilizar una vez por semana y solo se pueden usar una vez por temporada. Por ejemplo en Fantasy Premier League aparecen siguientes comodines:
- Bench Boost: los jugadores del banquillo también puntúan esa semana.
- Triple Captain: el capitán puntúa triple.
- Free Hit: Permite cambiar el equipo por completo sin coste en puntos. Una vez acabada la semana, vuelve al equipo anterior.
- Wildcard: todos los fichajes de la semana son gratuitos.

## Ligas públicas vs privadas
La mayoría de juegos de fantasy fútbol cuentan con dos tipos de liga: una privada y una pública. La liga pública está abierta para todo el mundo, mientras que la privada es solo para los participantes que son invitados.
Por lo general, las ligas públicas tienen una serie de premios para los ganadores de la competición o el mejor equipo de la jornada. En las ligas privadas son los propios participantes los que deciden otorgar recompensas a los ganadores.
Hay algunos fantasy fútbol donde también existe la posibilidad de hacer una liga privada a pública. De esta manera, cualquier persona puede participar en la competición que se crea.

## Fútbol fantasy en México
El Fútbol fantasy desde sus primeros formatos y opciones, fue adoptado por la afición mexicana al deporte, sin embargo, con la irrupción de las tecnologías móviles, se generó una nueva forma de acercar al aficionado a sus pasiones. Hoy en día hay distintas ofertas de plataformas para los amantes al Fantasy.

## Fútbol fantasy en España
El Fútbol fantasy se juega en España y hay varias aplicaciones que destacan por su gran comunidad, la más jugada es La Liga Fantasy Relevo, siendo el fantasy oficial de La Liga, luego hay otros como Biwenger, Futmondo, Comunio, Míster Fantasy o Fantasy Marca.